# Calomicrus wollastoni
Calomicrus wollastoni là một loài bọ cánh cứng trong họ Chrysomelidae. Loài này được Paiva miêu tả khoa học năm 1861.